# Orde de Kutúzov
L'Orde de Kutúzov (en rus Орден Кутузова, Orden Kutúzova) és una condecoració militar soviètica i russa, que rep el nom en honor del Mariscal de camp rus Mikhaïl Kutúzov (1745-1813).
Establerta el 29 de juliol de 1942 (durant la Gran Guerra Patriòtica) per una decisió de la Presidència del Soviet Suprem de l'URSS, l'orde va ser creada per atorgar als oficials superiors de l'Exèrcit Roig per les evasions exitorses davant atacs enemics i contraatacs d'èxit. L'orde va ser conservada a Rússia després de la dissolució de l'URSS, sent un dels màxims honors militars de la Federació Russa.
L'Orde va ser establert en 3 classes diferents: 1a classe, 2a classe i 3a classe, sent la 1a classe la superior. La 1a i la 2 classe van ser instituïts mitjançant Decret de la Presidència del Soviet Suprem de l'URSS del 29 de juliol de 1942, i la 3a classe de l'orde va ser instituïda pel Decret del 8 de febrer de 1943. Es modificà posteriorment, mitjançant decrets del 30 de setembre de 1942, 3 de maig de 1943, 19 de juny de 1943 i, finalment, 26 de febrer de 1947.
La seva concessió és mitjançant decret de la Presidència del Soviet Suprem de l'URSS.
Penja a la dreta del pit. La 1a i la 2a se situen després de la classe corresponent de l'Orde d'Uixakov; mentre que la 3a classe se situa després de l'Orde de Suvórov de 3a classe.
Va ser l'únic orde soviètic amb graus establerts en moments diferents. A diferència de l'Orde de Suvórov, l'Orde de Kutúzov tenia un caràcter més defensiu, la qual cosa es feia palesa en els seus estatuts. És significatiu que va ser instituïda el 29 de juliol de 1942, l'endemà de la signatura de la famosa Ordre N.226 del 28 de juliol de 1942, coneguda a l'Exèrcit Roig com l'ordre "Ni un pas enrere".

## Concessió
Atorgada als comandants d'exèrcit per elaborar i executar correctament plans i per operacions que infligeixin grans pèrdues i desfeta de les forces enemigues permetent a les forces soviètiques seguir combatent.
La 1a classe era atorgada als Comandants de Front i d'Exèrcit, els seus suplents i els caps d'Estat Major:
- Per la correcta elaboració i realització de les operacions defensives de l'exèrcit, que tenen com a resultat la derrota de l'enemic.
- Per la correcta elaboració dels plans i la realització de les operacions de retirada de grans blocs, amb l'organització dels contraatacs que comporten grans pèrdues pesades a l'enemic.
- Per l'organització de grans unitats en la lluita contra unitats superiors de l'enemic, la destrucció de la seva tropa i del seu equipament i la conservació de les forces pròpies per llançar una contraofensiva.

La 2a classe  era atorgada als Caps de Cos, Divisió, Brigades i els seus caps d'Estat Major:
- Per la resistència persistent a l'ofensiva de les forces superiors enemigues.
- Per la direcció ben organitzada de les pròpies forces, davant de situacions difícils de combat per la superioritat enemiga, que concloguin amb la derrota enemiga.

La 3a classe  era atorgada als comandants de Regiment, Batalló i Companyia i els seus caps d'Estat Major:
- Per la iniciativa en la realització dels plans de combat i la seva posada en pràctica, que porten a la derrota enemiga com a resultat de l'atac sobtat i valent.
- Per la captura d'un gran centre de resistència enemiga amb poques pèrdues pròpies, amb la conservació de les posicions conquerides i el reflex decidit dels contraatacs enemics.
- Per les sortides valentes que alterin les comunicacions enemigues, així com les seves guarnicions de rereguarda i les seves bases.
- Per l'elaboració hàbil dels plans de combat que comportin la interacció hàbil i precisa de totes les armes amb èxit.

| Orde de Kutúzov                   | Orde de Kutúzov                  | Orde de Kutúzov                   |
| 1ª Classe                         | 2ª Classe                        | 3ª Classe                         |
| --------------------------------- | -------------------------------- | --------------------------------- |
| Orde de Kutúzov de primera classe | Orde de Kutúzov de segona classe | Orde de Kutúzov de tercera classe |
| Galó                              |                                  |                                   |
| Galó de primera classe            | Galó de segona classe            | Galó de tercera classe            |

## Història
La decisió de l'establiment de les Ordes de Suvórov, Kutúzov i Alexandre Nevski va ser acceptada a inicis de juny de 1942. L'elaboració dels esbossos va ser tasca del Comitè Tècnic de la Direcció Principal d'Intendència de l'Exèrcit Roig. El 13 de juliol de 1942 es confirmà el disseny del pintor N.I. Moskaleva, també dissenyador dels ordes de Glòria i de Bogdan Khmelnitski i de les medalles per l'alliberament de les ciutats.
Entre els primers cavallers de l'Orde de Kutuzov de 1a classe (decret de la Presidència del 28 de gener de 1943) hi havia 17 caps militars: el comandant del front transcaucàsic General d'Exèrcit I.V. Tjulenev, el comandant del front de Kalininskim, Coronel General M.A. Purkaev, el suplent del comandant del Front Sud, Tinent General Zaharov i el cap d'Estat Major del Front del Don, Tinent General M.S. Malinin; a més dels comandants d'exèrcits Tinents Generals I.V. Galanin, K.N. Galitskij, M.P. Dujanov, A.Z. Jadov, D.A. Juravlev, K.A. Koroteev, P.L. Romanenko, V.Z. Romanovskij, N.I. Trufanov, I.I. Fedjuninskij, F.M. Haritonov i V.A. Homenko (gairebé tots ells la van rebre per les seves accions a la regió de Stalingrad). El general Ivan Galanin, va ser el primer receptor de l'Orde de Kutúzov de 1a Classe per la seva actuació durant la batalla de Stalingrad.
Va haver 5 persones que van rebre l'Orde de Kutúzov de 1a classe fins a 3 cops: el Mariscal de la Unió Soviètica Vassili Sokolovski (també posseïdor de 3 Ordes de Suvorov de 1a classe), el Coronel General K.A. Koroteev, el Coronel General T.F. Shtikov, el Coronel General d'Aviació A.V. Nikitin i el Major General A.V. Vladimir. Entre els que la van rebre dos cops es troben els Mariscals de l'URSS Andrei Gretxko, Matvei Zakhàrov, Kiril Moskalenko i Ivan Kóniev o als Generals d'Exèrcit D.D. Lejhuixenko i M.S. Malinin.
La Insígnia de l'Orde de Kutúzov de II Classe n.1 va ser concedida al comandant de la 13a divisió de la Guardia, Major General A.I. Rodimsevu, i la de III classe va ser concedida al coronel Mikhaïl Timofèievitx Parfiónov, cap de l'Estat Major d'Artilleria a Kursk.
Tot i que segons els seus estatuts només podien ser recompensats els caps de les diferents sostsdivisions militars per la realització de grans fites en les operacions de combat, van haver molts casos que va ser concedida per l'aportació a l'augment de la capacitat defensiva de l'Exèrcit Roig. Per exemple, la 1a classe va ser concedida a diversos treballadors del Comissariat del Poble de les Vies de Comunicació i d'Aviació, així com diversos dirigents dels Comitès Executius Regionals; i a finals de la guerra va ser atorgat a bastants dirigents del Comissariat del Poble d'Intendència. També la va rebre la Fàbrica de Tractors de Txeliàbinsk el 1945, com a reconeixement de l'enorme contribució dels treballadors d'aquesta fàbrica en la derrota de l'Alemanya nazi.
Més de 100 oficials d'exèrcits estrangers aliats la van rebre, dels quals uns 20 van rebre la de 1a classe, entre ells el Mariscal en Cap de l'Aire Trafford Leigh-Mallory (Regne Unit) o el General de l'Exèrcit Omar Bradley. Després de l'Operació Tempesta d'Agost va ser atorgada a diversos comandants de l'Exèrcit Popular Mongol.
Durant els anys 1943-45 van ser atorgades 3.105 condecoracions de la 2a classe i 3.302 de 3a. En total es van atorgar 675 condecoracions de 1a classe, 3.326 de 2a classe (530 d'elles col·lectives) i 3.328 de 3a classe (1.060 col·lectives)

## Insígnies i galons

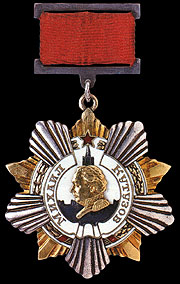
Orde de Kutúzov de 1a classe (primera variant)

La 1a Classe consisteix en una estrella de 5 puntes convexa de 55 mm d'ample, feta d'or amb raigs de platí entre les puntes. Al centre de l'estrella hi ha un medalló cobert d'esmalt blanc de 36 mm de diàmetre amb la imatge de Mikhaïl Kutúzov en or, i al darrere de la imatge hi ha la Torre del Kremlin en platí amb una estrella de robí a la punta. Al voltant de la imatge hi ha un anell amb la inscripció "Михаил Кутузов" (Mikhaïl Kutúzov) en lletres d'or. El medalló està envoltat per una corona de llorer i fulles de roure, lligada a la part inferior per una cinta amb esmalt vermell.
La 2a i la 3a són íntegrament en plata. La de 2a classe abandona la corona de llorer al voltant del medalló, i la imatge de Kutúzov, la inscripció i l'estrella de 5 puntes són en plata rovellada. L'estrella de 5 puntes de sobre del medalló està coberta d'esmalt vermell.
La 3a classe no té esmalt al medalló central ni a l'estrella que corona la torre del Kremlin. La imatge, la cinta i la inscripció són en plata rovellada.
El galó de la 1a classe és blau fosc amb una franja taronja de 5mm al mig. La 2a classe és blau fosc amb una franja taronja als costats de 3mm, i la 3a classe és blau fosc amb una franja taronja als costats i al mig de 2mm cadascuna.
L'amplada de la cinta és de 24mm.